# イルジー・ピンカス
イルジー・ピンカス（Jiří Pinkas, 1920年10月28日 - 2003年7月1日）は、チェコの指揮者。
プラハの生まれ。ピアノの天才少年として知られ、7歳でリサイタルを開いたほか、イローナ・シュティエパーノヴァ=クルツォヴァーに師事して14歳でチェコ・フィルハーモニー管弦楽団と共演するなどの早熟ぶりを示した。1955年までプラハ音楽院に在学しつつ、1943年からボヘミア合唱団のピアノ伴奏者として活動するようになった。また指揮法をパヴェル・デデチェクに習い、1945年からプラハ放送交響楽団および合唱団の指揮者として頭角を現すようになった。1956年から1964年までブルノ国立歌劇場の指揮者を務め、1962年から1966年までブルノ国立フィルハーモニー管弦楽団の指揮者陣に加わった。1966年から1978年までオストラヴァ国立歌劇場の音楽監督を歴任し、1979年からブルノのヤナーチェク劇場の音楽監督となった。
ブルノにて死去。